# 2024年亚洲场地自行车锦标赛
2024年亚洲场地自行车锦标赛是第43届亚洲场地自行车锦标赛，于2024年2月21日至26日在印度新德里英迪拉·甘地自行车馆进行。这是新德里第三次举办独立的亚洲场地自行车锦标赛。此次比赛是2024年巴黎奥运场地自行车项目的积分赛之一。

## 奖牌得主

### 男子
| 项目        | 金牌                                                               | 银牌                                                                             | 铜牌                                                                               |
| 个人竞速赛  | 小原佑太 · 日本（JPN）                                             | 李志伟 · 中国（CHN）                                                             | 莫哈末·沙费道斯·沙隆 · 马来西亚（MAS）                                             |
| 1公里计时赛 | 李志伟 · 中国（CHN）                                               | 中石湊 · 日本（JPN）                                                             | Kirill Kurdidi · 哈萨克斯坦（KAZ）                                                 |
| 竞轮赛      | 山崎贤人 · 日本（JPN）                                             | 李志伟 · 中国（CHN）                                                             | 翁浚皓 · 中國香港（HKG）                                                           |
| 个人追逐赛  | 松田祥位 · 日本（JPN）                                             | Mohammad Al-Mutaiwei · 阿拉伯联合酋长国（UAE）                                   | 伍柏亨 · 中國香港（HKG）                                                           |
| 记分赛      | 儿岛直树 · 日本（JPN）                                             | Alisher Zhumakan · 哈萨克斯坦（KAZ）                                             | 繆正賢 · 中國香港（HKG）                                                           |
| 捕捉赛      | Terry Yudha Kusuma · 印尼（INA）                                   | 今村骏介 · 日本（JPN）                                                           | Kim Hyeon-seok · 韩国（KOR）                                                       |
| 淘汰赛      | 今村骏介 · 日本（JPN）                                             | Nikita Tsvetkov · 乌兹别克斯坦（UZB）                                            | Ramis Dinmukhametov · 哈萨克斯坦（KAZ）                                            |
| 全能赛      | 桥本英也 · 日本（JPN）                                             | Bernard Van Aert · 印尼（INA）                                                   | 曹棨光 · 中國香港（HKG）                                                           |
| 麦迪逊赛    | 日本（JPN） · 今村骏介 · 洼木一茂                                  | 印度尼西亞（INA） · Bernard Van Aert · Terry Yudha Kusuma                        | （KAZ） · Alisher Zhumakan · Ramis Dinmukhametov                                   |
| 团体竞速赛  | 日本（JPN） · 小原佑太 · 山崎贤人 · 中石湊                         | 马来西亚（MAS） · Ridwan Sahrom · 穆罕默德·法迪勒·穆赫德·佐尼斯 · Umar Hasbullah | 中國（CHN） · 金智恒 · 李志伟 · 刘宽                                               |
| 团体追逐赛  | 日本（JPN） · 洼木一茂 · 儿岛直树 · 松田祥位 · 桥本英也 · 今村骏介 | 中國（CHN） · 杨阳 · 裴正宇 · 张海奥 · 张锦言 · 李博安                           | （KAZ） · Alisher Zhumakan · Ramis Dinmukhametov · Ilya Karabutov · Dmitriy Noskov |

### 女子
| 项目          | 金牌                                                    | 银牌                                                                                        | 铜牌                                                                               |
| 个人竞速赛    | 王丽娟 · 中国（CHN）                                    | 童梦琦 · 中国（CHN）                                                                        | Nurul Izzah Izzati Asri · 马来西亚（MAS）                                          |
| 500公尺计时赛 | Nurul Izzah Izzati Asri · 马来西亚（MAS）               | Hwang Hyeon-seo · 韩国（KOR）                                                               | 骆书艳 · 中国（CHN）                                                               |
| 竞轮赛        | Nurul Izzah Izzati Asri · 马来西亚（MAS）               | 童梦琦 · 中国（CHN）                                                                        | Anis Amira Rosidi · 马来西亚（MAS）                                                |
| 个人追逐赛    | 垣田真穗 · 日本（JPN）                                  | 周梦寒 · 中国（CHN）                                                                        | Rinata Sultanova · 哈萨克斯坦（KAZ）                                               |
| 记分赛        | 内野艳和 · 日本（JPN）                                  | Margarita Misyurina · 乌兹别克斯坦（UZB）                                                   | 梁宝仪 · 中國香港（HKG）                                                           |
| 捕捉赛        | 刘佳丽 · 中国（CHN）                                    | 李思颖 · 中國香港（HKG）                                                                    | 池田瑞纪 · 日本（JPN）                                                             |
| 淘汰赛        | 梶原悠未 · 日本（JPN）                                  | 李思颖 · 中國香港（HKG）                                                                    | 黃亭茵 · 中華臺北（TPE）                                                           |
| 全能赛        | 梶原悠未 · 日本（JPN）                                  | 刘佳丽 · 中国（CHN）                                                                        | 李思颖 · 中國香港（HKG）                                                           |
| 麦迪逊赛      | 日本（JPN） · 内野艳和 · 垣田真穗                       | （UZB） · 奥莉加·扎别林斯卡娅 · Nafosat Kozieva                                             | 中國香港（HKG） · 梁宝仪 · 李思颖                                                  |
| 团体竞速赛    | 中國（CHN） · 周菲 · 童梦琦 · 骆书艳 · 王丽娟           | 马来西亚（MAS） · Nurul Izzah Izzati Asri · Anis Amira Rosidi · Nurul Aliana Syafika Azizan | （KOR） · Hwang Hyeon-seo · Kim Ha-eun · Cho Sun-young                             |
| 团体追逐赛    | 日本（JPN） · 内野艳和 · 垣田真穗 · 池田瑞纪 · 梶原悠未 | 中國（CHN） · 张虹洁 · 王素素 · 王晓月 · 魏苏婉 · 巩现冰                                    | （KOR） · Song Min-ji · Kim Min-jeong · Kang Hyun-kyung · Lee Eun-hee · Jang Su-ji |

## 奖牌榜
| 排名                      | 国家 / 地区               | 金牌 | 銀牌 | 銅牌 | 总计 |
| ------------------------- | ------------------------- | ---- | ---- | ---- | ---- |
| 1                         | 日本                      | 15   | 2    | 1    | 18   |
| 2                         | 中國                      | 4    | 8    | 2    | 14   |
| 3                         | 马来西亚                  | 2    | 2    | 3    | 7    |
| 4                         | 印度尼西亞                | 1    | 2    | 0    | 3    |
| 5                         |                           | 0    | 3    | 0    | 3    |
| 6                         | 香港                      | 0    | 2    | 7    | 9    |
| 7                         |                           | 0    | 1    | 5    | 6    |
| 8                         |                           | 0    | 1    | 3    | 4    |
| 9                         | 阿联酋                    | 0    | 1    | 0    | 1    |
| 10                        | 中華臺北                  | 0    | 0    | 1    | 1    |
| 总计（共10个国家 / 地区） | 总计（共10个国家 / 地区） | 22   | 22   | 22   | 66   |